# Eastern Sounds
Eastern Sounds je studiové album amerického jazzového hudebníka Yusefa Lateefa, vydané v roce 1961 u vydavatelství Moodsville Records. Nahráno bylo dne 5. září 1961 ve studiu Van Gelder Studio v Englewood Cliffs v New Jersey a jeho producentem byl Esmond Edwards (zvukovým inženýrem byl Rudy Van Gelder). V roce 1991 vyšlo album v reedici na CD v rámci série Original Jazz Classics. O remastering se v roce 1991 postaral Phil De Lancie.

## Seznam skladeb
| Pořadí | Název                     | Autor                        | Délka |
| ------ | ------------------------- | ---------------------------- | ----- |
| 1.     | The Plum Blossom          | Yusef Lateef                 | 5:03  |
| 2.     | Blues for the Orient      | Lateef                       | 5:40  |
| 3.     | Chinq Miau                | Lateef                       | 3:20  |
| 4.     | Don't Blame Me            | Dorothy Fields, Jimmy McHugh | 4:57  |
| 5.     | Love Theme from Spartacus | Alex North                   | 4:15  |
| 6.     | Snafu                     | Lateef                       | 5:42  |
| 7.     | Purple Flower             | Lateef                       | 4:32  |
| 8.     | Love Theme from The Robe  | Alfred Newman                | 4:02  |
| 9.     | The Three Faces of Balal  | Lateef                       | 2:23  |

## Obsazení
- Yusef Lateef – tenorsaxofon, flétna, hoboj, xun
- Barry Harris – klavír
- Ernie Farrow – kontrabas, rubab
- Lex Humphries – bicí